# Dipsas viguieri
Dipsas viguieri este o specie de șerpi din genul Dipsas, familia Colubridae, descrisă de Bocourt 1884. A fost clasificată de IUCN ca specie cu risc scăzut.
Este endemică în Panama. Conform Catalogue of Life specia Dipsas viguieri nu are subspecii cunoscute.